# Индийско-турецкие отношения
Индийско-турецкие отношения являются международными отношениями между Индией и Турцией. С момента установления дипломатических отношений между Индией и Турцией в 1948 году политические и двусторонние отношения обычно характеризовались теплотой и пониманием, хотя спорадическая напряжённость сохраняется из-за поддержки Турцией Пакистана, соперника Индии. У Индии есть посольство в Анкаре и генеральное консульство в Стамбуле. У Турции есть посольство в Нью-Дели и генеральное консульство в Мумбаи. По состоянию на 2015 год двусторонняя торговля между Индией и Турцией составила 6,26 млрд долларов США.

## История
Экономические и культурные отношения между древней Индией и Анатолией восходят к ведической эпохе (до 1000 г. до н. э.),почти два тысячелетия до появления там тюркских племён. Во время Первой мировой войны Британская Индия сыграла решающую роль в успешной кампании союзников против Османской империи.  Между Индией и Турцией существуют глубокие исторические связи. Первый обмен дипломатическими миссиями между османскими султанами и мусульманскими правителями субконтинента относится к 1481—1482 годам. Между индийскими мусульманами и Турцией существует прочная историческая связь, уходящая корнями в средневековье, и укрепившаяся благодаря взаимодействию между ними в конце XIX и XX веков. Индия и Турция также пересекаются в культурном плане. Тюркское влияние на Индию в таких областях, как язык, культура и цивилизация, искусство и архитектура, костюмы и кухня было значительным. В хинди и турецком языках используется более 9000 общих слов. Более поздние исторические контакты между Индией и Турцией нашли отражение в медицинской миссии во главе с известным индийским борцом за свободу доктором М. А. Ансари в Турцию в 1912 году во время Балканских войн. В 1920-х годах Индия также оказала поддержку турецкой войне за независимость и образованию Турецкой республики. Сам Махатма Ганди выступил против несправедливости, нанесённой Турции в конце Первой мировой войны.
Турция признала Индию сразу после объявления ею независимости 15 августа 1947 года, и между двумя странами были установлены дипломатические отношения. Поскольку Турция была частью Западного Альянса, а Индия — Движения неприсоединения в эпоху холодной войны, двусторонние отношения развивались не желаемыми темпами. Однако после окончания эпохи холодной войны обе стороны прилагают усилия для развития двусторонних отношений во всех областях. В наше время отношения между Индией и Турцией были натянутыми из-за религиозной взаимности Турции и Пакистана. До недавнего времени Турция активно отстаивала позицию Пакистана в Кашмирском конфликте. Турция также была одним из немногих противников включения Индии в Группу ядерных поставщиков. Индийская GMR Group — одна из основных заинтересованных сторон в новом международном аэропорту имени Сабихи Гёкчен в Стамбуле. Обе страны входят в группу крупнейших экономик G20, где два государства тесно сотрудничают в управлении мировой экономикой. Двусторонняя торговля в июле 2012 года составила 7,5 млрд долларов США, и ожидалось, что к 2015 году эта цифра удвоится и составит 15 млрд долларов США. В стратегическом плане также появляется всё больше областей согласия. Что касается Афганистана, то в 2011 году Турция взяла на себя инициативу, начав Стамбульский процесс с целью поиска значимых и устойчивых решений проблем Афганистана. Кульминацией Стамбульского процесса стала ежегодная региональная конференция по Афганистану «Сердце Азии» (Heart of Asia), которая проходила в бывшей столице Казахстана, Алматы, при этом важную роль сыграли Индия и Турция. В контексте запланированного вывода войск НАТО и США из Афганистана в 2014 году необходимость для Дели и Анкары активизировать диалог по Афганистану приобрела особое значение.
Индия осудила Турцию за военное наступление на северо-восток Сирии, заявив, что это подорвёт региональную стабильность и борьбу с терроризмом. Индия также призвала Турцию проявлять сдержанность и уважать суверенитет и территориальную целостность Сирии.
24 декабря 2020 года турецкие власти закрыли веб-сайт hamsvasser.com, который, по словам пакистанских официальных лиц, находился под управлением Индии и использовался пропагандой против Пакистана.

## Двусторонние торговые отношения

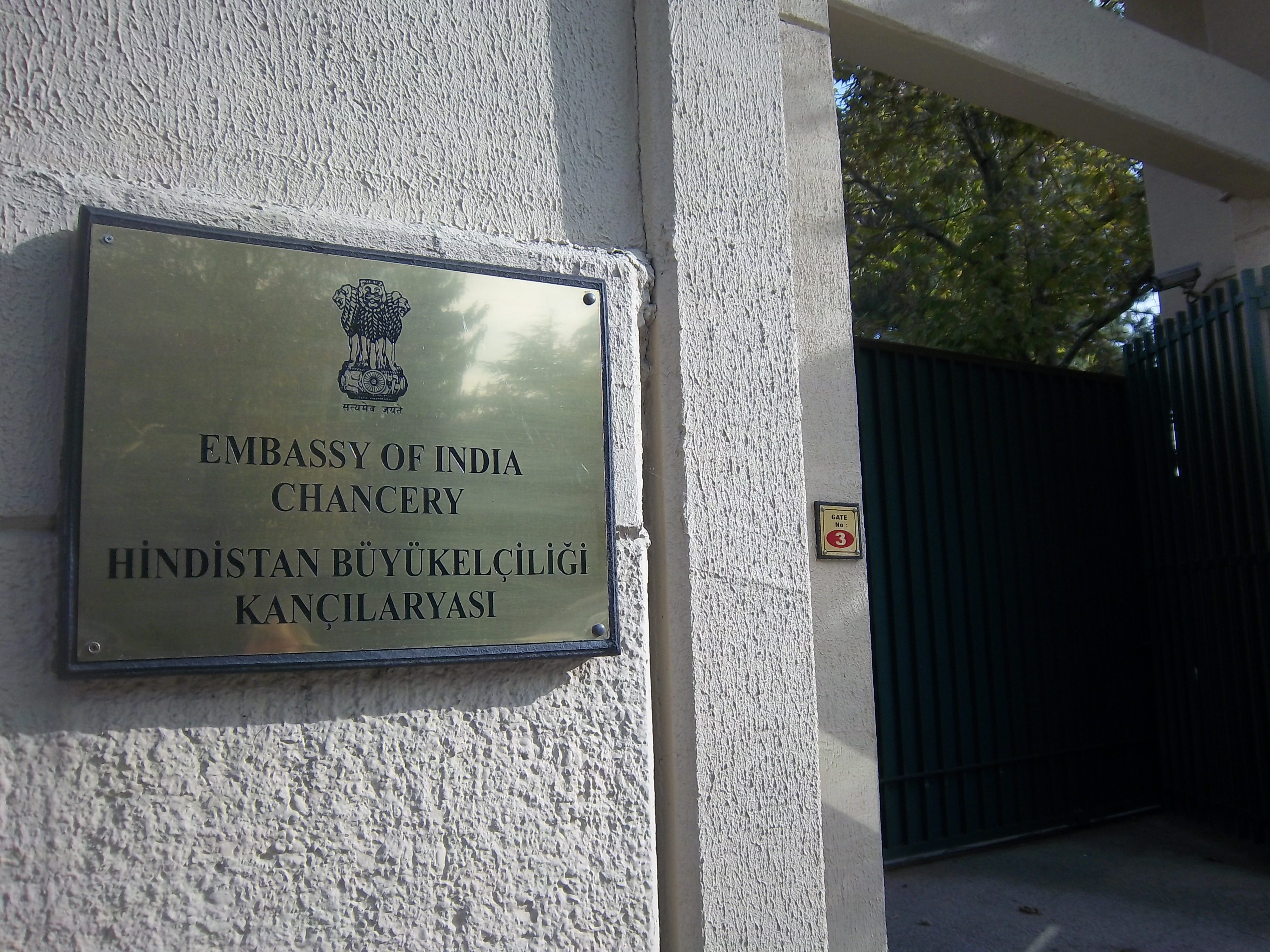
Входная табличка в посольстве Индии в Анкаре

Двусторонние торговые отношения вступили в новый этап, и обе стороны подчеркнули важность развития программ двустороннего сотрудничества с целью расширения их торговых отношений на взаимовыгодной и устойчивой основе. Однако, будучи второй по численности населения страной в мире, прогресс Индии в приобретении значимости в мировой экономике и международной политике с 1990-х годов привёл к стремлению Турции разработать новую стратегию для Южной Азии. Турция также начала уделять Индии приоритетное внимание в политике Южной Азии, сохраняя при этом свои традиционно хорошие отношения с Пакистаном и Бангладеш. В последние годы отношения между двумя странами потеплели в связи с общими стратегическими целями, и наблюдается рост двустороннего сотрудничества в сферах образования, технологий и торговли.
18 марта 2012 года посол Турецкой Республики в Индии Бурак Акчапар объявил, что Турция стремится удвоить рейсы из Индии и открыть ещё четыре стыковочных пункта. Другие рассматриваемые направления: Хайдарабад, Ченнаи, Калькутта и Бангалор. В настоящее время Turkish Airlines выполняет ежедневные рейсы из Мумбаи и Нью-Дели в Стамбул. Было проведено совместное исследование зоны свободной торговли, но оно ещё не подписано. Он также объявил, что планируется открытие консульств в Ченнаи и Хайдарабаде на юге Индии, поскольку соответствующее разрешение было получено от правительства Индии.

### Инвестиции
Более 150 компаний с индийским капиталом зарегистрировали бизнес в Турции в форме совместных предприятий, торговых и представительских офисов. К ним относятся M/s Polyplex, GMR Infrastructure, TATA Motors, Mahindra & Mahindra, Reliance, Ispat, Aditya Birla Group, Tractors and Farm Equipment Ltd, Jain Irrigation, Wipro и Dabur. Турция занимает 41-е место по притоку прямых иностранных инвестиций в Индию. Совокупные прямые инвестиции Турции в Индию составляют 87,18 млн долларов США (апрель 2000 г. — апрель 2014 г.). В сентябре 2019 года Турция критиковала Индию по вопросу Джамму и Кашмира и отмене статьи 370. Она выступила против Индии в Организации Объединённых Наций. Тем самым Турция поддержала позицию Пакистана в этом отношении. Из-за этого в отношениях между Индией и Турцией возникла временная напряжённость.

## Сотрудничество в космической сфере
Первый турецкий наноспутник «ITUpSAT1», изготовленный на факультете аэронавтики Стамбульского технического университета, был отправлен в космос на ракете PSLV C-14 Индийской организацией космических исследований (ISRO) 23 сентября 2009 года. Спутник находился на орбите Земли на высоте 720 километров и имел возможность делать континентальные фотографии. Его орбитальная жизнь составляла шесть месяцев. Турция заинтересована в расширении сотрудничества с Индией в области космических технологий.

## Сотрудничество в оборонной сфере

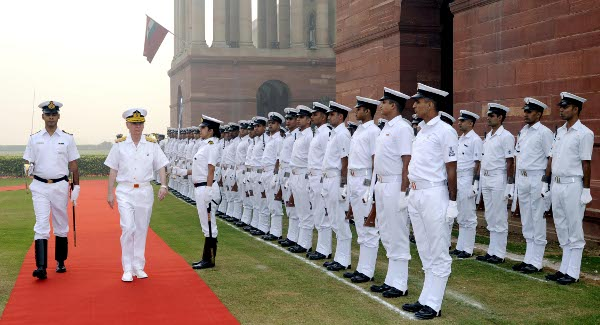
Адмирал Э. Мурат Бильгель, командующий ВМС Турции, принимает почётный караул ВМС Индии на лужайке Южного блока в Нью-Дели.

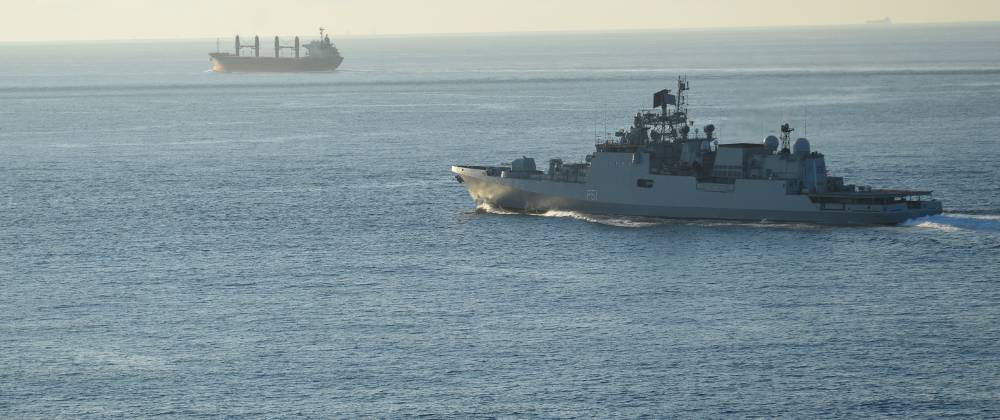
INS Trikand прибывает в Стамбул, Турция; 4 октября 2015 года.

Во время визита премьер-министра Тургута Озала в Индию в 1986 году была достигнута договорённость о том, что в двух посольствах разместится офис атташе по вопросам обороны. Во время визита премьер-министра Ваджпаи в сентябре 2003 года было решено, что министры обороны обеих стран должны поддерживать более тесные контакты. Во время визита премьер-министра Турции Эрдогана в Индию в ноябре 2008 года оба премьер-министра согласились укрепить сотрудничество между двумя военными ведомствами. Также между военно-морскими силами Индии и Турции проводились регулярные учения (PASSEX).